# Gitschital
Das Gitschital (auch: Gitschental) ist ein Tal westlich der Reussebene im Schweizer Kanton Uri unterhalb der Bergkette des Gitschen.

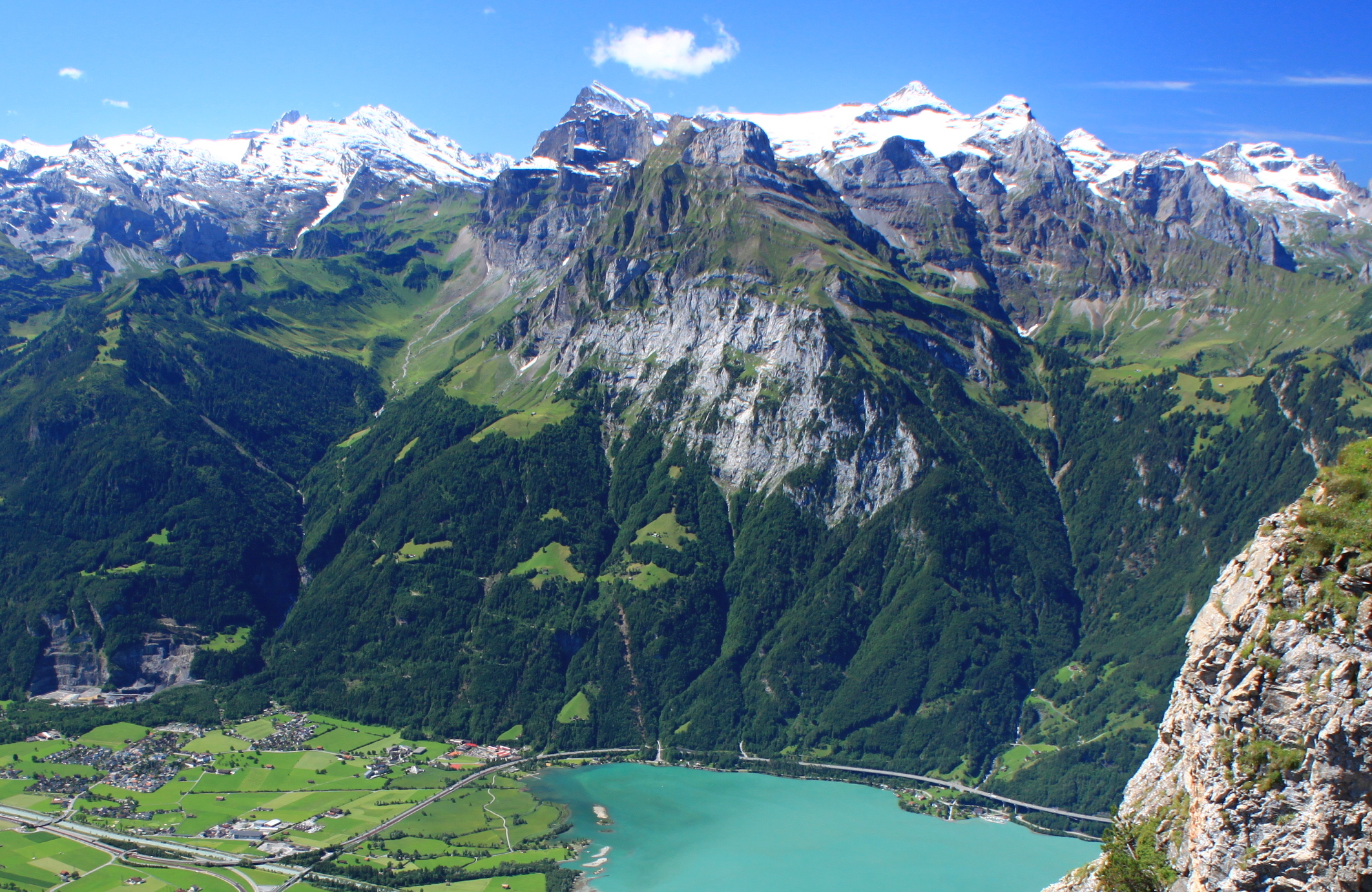
Das Gitschital oberhalb von Seedorf UR mit dem Berg Gitschen und dem Gigental weiter nördlich über dem Urnersee

## Geographie
Das Gitschital liegt je zur Hälfte in den Gemeinden Seedorf und Attinghausen. Der Palanggenbach, nach dem das Tal früher auch Palanggental genannt wurde, bildet vom Quellbereich unterhalb des Brunnistocks (2952 m ü. M.) die Gemeindegrenze; die linke Talhälfte gehört zu Seedorf, die rechte Seite des schmalen Tals liegt auf dem Gemeindegebiet von Attinghausen. Gegen Nordwesten ist das Tal vom steilen Kalkmassiv des Brunnistocks, des Gitschenhöreli, des Rot Gitschen und des Gitschen abgeschlossen, auf der Südseite durch den kurzen Bergvorsprung aus Flysch, der im oberen Bereich Grat und im unteren Gibelstöck heisst.
Im schmalen und steilen Tal fliesst der Palanggenbach in gerader Linie gegen Nordosten; nur wenige kleine Seitenbäche entwässern die Bergflanken im oberen Talbereich, so der Sulzbach im Gebiet Witlauwi und der Stäuberbach über dem Felskessel des Driangel. Der Talausgang oberhalb von Seedorf liegt immer noch rund 100 Meter über dem Talboden an der Reuss, weil der Palanggenbach nach der letzten eiszeitlichen Vergletscherung einen mächtigen Schuttfächer angehäuft hat, der sich ursprünglich bis zum Vierwaldstättersee erstreckte.

## Wirtschaft

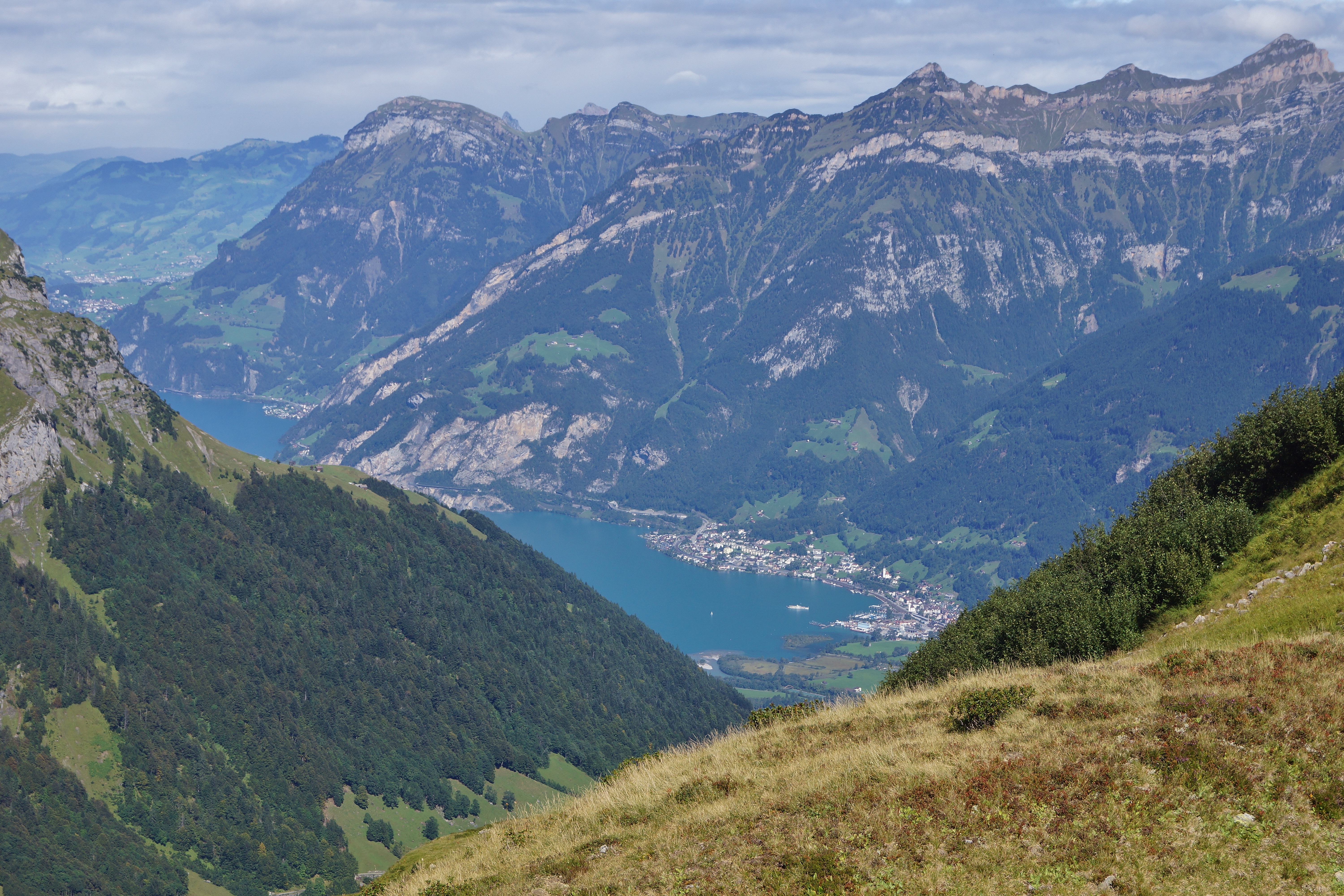
Blick von der Alp Grat ins Gitschital, die Waldgebiete am Gitschiberg und zum Urnersee mit Flüelen.

Im Tal liegen auf rund 1300 bis 1400 Meter Höhe mehrere Alpgebiete, so die Alp im Gitschitaler Bode, die Alp Gross Pfaffen, die Schirpfenegg, die Hohnegg, der mit einer Seilbahn erschlossene Gitschenberg und die Alp Seewli auf dem südöstlichen Bergrücken.
Eine zwischen 1980 und 1999 gebaute Fahrstrasse mit einem 300 Meter langen Tunnel unter dem Tobel des Stäuberbachs führt von Seedorf über Rütli in das Tal, das mit einer Mountainbikeroute erschlossen ist. Auch die Fahrstrasse nach Gezig führt durch einen Tunnel. Während das Bergmassiv im Westen ganz unwegsam ist, führt ein Wanderweg aus dem Gitschital über die Alp Grat in das benachbarte Tal Waldnacht und zum Bergübergang des Surenenpasses, der nach Engelberg führt.
Der Palanggenbach führt bei Hochwasser von den Schutthalden im Tal viel grobes Gesteinsmaterial mit, das in einem starken Geschiebesammler in der Schlucht aufgefangen wird.